# Stenopogon galbinus
Stenopogon galbinus är en tvåvingeart som beskrevs av Martin 1968. Stenopogon galbinus ingår i släktet Stenopogon och familjen rovflugor. Inga underarter finns listade i Catalogue of Life.